# Tratado de Rarotonga
El Tratado de Rarotonga (cuyo nombre oficial es Tratado del Pacífico Sur como Zona Libre de Armas Nucleares) es un acuerdo internacional que prohíbe la utilización, realización de pruebas y posesión de armas nucleares dentro de los límites geográficos de esta zona. Zona geográfica, reconocida por la Asamblea General de la ONU, declarada libre de armas nucleares por acuerdo de varios estados. Dichos estados acuerdan la ausencia total de armas nucleares y el establecimiento de un sistema de control y verificación para garantizar su cumplimiento.
Se han declarado varias Zonas Libres de Armas Nucleares, reconocidas por la Asamblea General de la ONU (entre paréntesis se indica el año de la firma):
• Tratado de Tlatelolco (1967). Tratado para la Proscripción de las Armas Nucleares en América Latina y el Caribe.
• Tratado de Rarotonga (1985). Tratado sobre la zona desnuclearizada del Pacífico Sur. 
• Tratado de Bangkok (1995). Tratado de la Zona Sudeste de Asia Libre de Armas Nucleares.
• Tratado de Pelindaba (1996). Tratado de la Zona Nuclear Libre de Armas Nucleares de África.
• Tratado de Semipalatinsk (2006). Tratado sobre una Zona Nuclear Libre de Armas Nucleares en Asia Central.
• Mongolia declaró su territorio libre de armas nucleares. Esta declaración ha sido reconocida internacionalmente mediante la aprobación de la resolución 55/33S de la Asamblea General de la ONU (12 de enero de 2001).
Estas zonas incluyen un conjunto de 116 estados, que representan el 60%, aproximadamente, de los miembros de la Asamblea General de las Naciones Unidas y cubren todo el hemisferio sur (salvo Timor Oriental y las Maldivas y aquellas islas del Pacífico que pertenecen a Gran Bretaña, Francia y Noruega, que no se han incorporado a ninguno de estos tratados), pero solo una pequeña parte del hemisferio norte.
Los tratados de las Zonas Libres de Armas Nucleares (ZLAN) están estructurados de manera ligeramente diferente entre sí, pero tienen unas características comunes. En esencia, todos ellos prohíben las armas nucleares en sus respectivos territorios. En general, esta prohibición engloba las pruebas, la producción, la adquisición, la posesión y el uso de armas nucleares. Las acciones específicas prohibidas varían de un tratado a otro, si bien en todos ellos se explicita la prohibición de fabricar y producir armas nucleares. Pero, en cambio, el uso de las armas nucleares está explícitamente prohibido en los tratados de Tlatelolco, Bangkok y Semipalatinsk, pero no lo está en los de Rarotonga y Pelindaba. Los tratados de las ZLAN también incluyen la prohibición de ayudar a otros estados en acciones prohibidas por los tratados. Todos los tratados, excepto el de Tlatelolco, prevén que los estados que forman parte puedan permitir el tránsito de armas nucleares de otros estados. Todos los tratados tienen diseñados mecanismos de verificación.
Algunos estados consideran, en su legislación nacional, ilegales las armas nucleares; como por ejemplo Nueva Zelanda (desde 1987) y Austria (desde 1999).
Existen otros tratados que también se ocupan de la desnuclearización de ciertas áreas. Son:
• Tratado Antártico (1959). Reconoce a la Antártida de interés para toda la humanidad y declara que debe continuar utilizándose exclusivamente para fines pacíficos y que no debe ser escenario u objeto de discordia internacional. El Artículo V especifica la prohibición de realizar explosiones nucleares y de depositar materiales radioactivos en la Antártida.
• Tratado del Espacio Exterior (1967). Tratado sobre los principios que deben regir las actividades de los estados en la exploración y utilización del espacio ultraterrestre, incluyendo la Luna y otros cuerpos celestes. En el Artículo IV se prohíbe a los estados firmantes del tratado poner en órbita terrestre armas nucleares.
• Tratado de los Fondos Marinos (1971). Tratado sobre prohibición de emplazamiento de armas nucleares y otras armas de destrucción masiva en los fondos marinos y oceánicos y su subsuelo.
• Acuerdo sobre la Luna. Acuerdo que debe regir las actividades de los estados en la Luna y otros cuerpos celestes (1979). Declara que la Luna será utilizada por todos los estados partes exclusivamente con fines pacíficos. Se prohíbe poner en órbita lunar armas nucleares.
Establecer una zona geográfica libre de armas nucleares no asegura, paradójicamente, que esté libre de forma efectiva de los efectos de estas armas. Una explosión nuclear, aunque se realice lejos del límite de una ZLAN, podría producir efectos sobre el medio ambiente y la vida humana de la zona.
Desde hace años, los estados árabes de Oriente Medio piden que se declare esta región libre de armas nucleares. Argumentan que sería un elemento importante que favorecería la pacificación de la zona. En los acuerdos de revisión del TNP del año 2010, se insiste en los compromisos para conseguir que Oriente Medio sea una zona libre de armas nucleares. Esta resolución no gustó al Gobierno de Israel. En la Asamblea General del 12 de diciembre de 2012, se aprobó la creación de una zona libre de armas nucleares en la región del Oriente Medio. Para que el acuerdo sea realmente efectivo es necesario que los estados implicados firmen y ratifiquen el tratado. La resolución de la Asamblea de la ONU pide a todas las partes interesadas que trabajen para lograr un tratado, e invita a todos los estados de la región a apoyar la creación de la zona libre de armas nucleares. Israel siempre se ha opuesto a esta declaración. Sin la participación de Israel, el Tratado no tiene ningún sentido. Por lo tanto, es muy difícil que, por ahora, el Oriente Medio llegue a ser una zona libre de armas nucleares.